# Peter Uneken
Peter Uneken (Sleen, 4 februari 1972) is een Nederlands voormalig betaald voetballer. De verdediger speelde van 1993 tot en met 2009 voor achtereenvolgens Emmen, FC Den Bosch en Helmond Sport. Hij debuteerde op 14 augustus 1993 in de wedstrijd Emmen - RBC (3-1) in het profvoetbal en kondigde in juni 2009 aan te stoppen.
Uneken speelde voor WHC, VVOG en Vitesse, voordat hij in 1993 bij Emmen debuteerde. Bij Emmen speelde hij tot de zomer van 1999 in ruim 140 wedstrijden. Uneken vertrok naar FC Den Bosch, waar hij net als bij Emmen een belangrijke speler in de verdediging zou worden. Uneken speelde drie seizoenen in de Eredivisie met Den Bosch maar degradeerde ook tot driemaal toe binnen een jaar weer naar de eerste divisie. In totaal bleef hij acht seizoenen in dienst in de Noord-Brabantse hoofdstad.
Uneken hoopte zijn carrière bij FC Den Bosch af te kunnen sluiten, maar vanwege de financiële situatie van de club werd zijn contract in 2007 niet verlengd. Na afloop van het seizoen 2006/2007 vertrok Uneken daarom naar Helmond Sport. Toen zijn contract daar in juni 2009 niet verlengd werd, beëindigde hij op 37-jarige leeftijd zijn actieve carrière. Hij verruilde daarop het bestaan als actief betaald voetballer voor dat van jeugdtrainer bij FC Den Bosch.
Tussen 2011 en 2014 was Uneken jeugdtrainer bij N.E.C.. Hierna stapte hij over naar PSV.. Tot 2017 was hij trainer in de jeugd. Vanaf de zomer van 2017 werd Uneken assistent-trainer bij Jong PSV, waar hij twee jaar later in 2019 de hoofdtrainer van werd. In 2023 werd hij assistent trainer bij FC Twente.
Zijn zoon Jesper debuteerde in april 2024 in het eerste elftal van PSV.